# Јемен на Светском првенству у атлетици на отвореном 2013.
Јемен је учествовао на 14. Светском првенству у атлетици на отвореном 2013. одржаном у Москви од 10. до 18. августа. Репрезентацију Јемена представљао је један атлетичар који се такмичио у трци на 1.500 м.,
На овом првенству Јемен није освојио ниједну медаљу, нити је оборен неки рекорд.

## Резултати

### Мушкарци
| Атлетичар              | Дисциплина | Лични рекорд | Квалификације | Квалификације | Полуфинале           | Полуфинале           | Финале               | Финале       | Детаљи |
| Атлетичар              | Дисциплина | Лични рекорд | Резултат      | Место         | Резултат             | Место                | Резултат             | Место        | Детаљи |
| ---------------------- | ---------- | ------------ | ------------- | ------------- | -------------------- | -------------------- | -------------------- | ------------ | ------ |
| Набил Мухамед Ал-Гарби | 1.500 м    | 3:50,17      | 3:59,95 ЛРС   | 12 у гр. 3    | Није се квалификовао | Није се квалификовао | Није се квалификовао | 33 / 37 (38) |        |